# Feel It (canción de MJ Cole)
«Feel It» es un sencillo de 2023 de MJ Cole con Piri y Tommy Villiers. Lanzada el 20 de enero de 2023 en 892 Recordings, la canción fue la primera de Piri y Tommy desde que se separaron y recibió una recepción positiva.

## Antecedentes y composición
Piri conoció a Tommy Villiers en 2020, después de coincidir en Tinder, encontrar a su banda en Twitter, encontrar su cuenta de Instagram, y preguntarle si podía «disparar [su] tiro», en ese orden. Produjo los dos primeros sencillos de Piri, «It's a Match» y «Soft Spot». Este último se volvió viral en TikTok y Spotify, lo que llevó a EMI a contratarlos y relanzar «Soft Spot» bajo el nombre «Piri & Tommy Villiers», junto con un remix de MJ Cole. Al año siguiente, visitaron el estudio de Cole y grabaron «Feel It». El 11 de enero de 2023, Clash informó que McBurnie y Villiers se habían separado, pero seguían siendo amigos, lanzarían música previamente grabada y planeaban trabajar juntos en el futuro.
El 20 de enero, la pareja lanzó «Feel It» con MJ Cole en 892 Recordings, el propio sello de Cole; la canción ha sido descrita como «orientada al UK garage», y contiene un solo de guitarra de Villiers. A pesar de que llevaban dos años lanzando música, «Feel It» fue el primer tema de Piri y Villiers grabado en un estudio, ya que previamente habían grabado todo en sus dormitorios. La canción se estrenó en Dance Party de Radio 1 con Danny Howard, y apareció en la lista de reproducción de Capital Dance. El 13 de febrero de 2023, la canción se utilizó en una transmisión de la novena temporada de Love Island.

## Recepción de la crítica
Scoope describió la canción como «una rola de 2-step azucarada y saltarina con un atrevido atractivo hiper-pop», mientras que Indiependent.co.uk la describió como una «colisión entre el garage de la vieja escuela y la nueva escuela [donde] el ritmo de 2-step se desliza sobre las alegres líneas vocales de piri». Wonderland Magazine describió la voz de Piri como «angelical», mientras que Matthew Perpetua usó su Fluxblog para señalar que «Piri canta en un tono tan relajado y discreto que neutraliza la calidad frenética de los bpms de la jungle y el garage sin comprometer la velocidad de la música», y que esto era «como recostarse o descansar en una silla muy cómoda dentro de un vehículo que avanza a toda velocidad: puedes sentir el movimiento pero te relajas dentro de él»; también señaló que [en] la mayoría de los aspectos se siente como casi todo lo demás que el dúo ha hecho», pero que Cole aportó «un tipo diferente de color a la mezcla, que contrasta muy bien con la voz de Piri», y que esto se sintió «literal» para él, describiéndolo como «el equivalente musical de alguien que aparece con un equipo de iluminación genial y cambia el ambiente alrededor de algo que mantiene su forma».

## Listado de pistas
Sencillo digital
1. «Feel It» (MJ Cole, Piri y Tommy Villiers) - 3:12

MJ's VIP Mix (Bandcamp version) 
1. «Feel It» (MJ's VIP Mix) - 4:56

MJ's VIP Mix
1. «Feel It» (MJ's VIP Mix) - 3:06
2. «Feel It» (MJ's VIP Extended Mix) - 4:56

## Personal y créditos
Lugares de grabación
- Estudio de MJ Cole[8]

Personal
- Piri - voz [20]
- Tommy Villiers - producción,[20] guitarrista [11]
- MJ Cole - producción [20]
- Stan Kybert - mezcla [20]

## Historial de lanzamientos
| Región | Fecha               | Formato                     | Versión          | Etiqueta       | Ref. |
| ------ | ------------------- | --------------------------- | ---------------- | -------------- | ---- |
| Varios | 20 de enero de 2023 | Descarga digital, streaming | Versión original | 892 Recordings |      |
| Varios | 6 de abril de 2023  | Descarga digital            | MJ's VIP Mix     | 892 Recordings |      |
| Varios | 19 de mayo de 2023  | Streaming                   | MJ's VIP Mix     | 892 Recordings |      |